# Fiscalité des fusions en France

## Le régime de droit commun
En l’absence de mesures particulières, chaque étape juridique de la fusion est imposée de manière distincte. La dissolution de la société entraîne l’imposition immédiate du résultat de liquidation, et notamment celle des plus-values latentes réalisées au cours de l’opération. La société absorbante doit payer les droits d’enregistrement prévus pour les augmentations de capital. Quant aux associés de la société absorbée, ils seront imposés à raison de la plus-value dégagée par l’échange des titres.

## Le régime de faveur
En application du régime de droit commun, le coût fiscal de l’opération peut s’avérer parfois très lourd. Aussi, afin de ne pas dissuader les entreprises d’effectuer des opérations de restructuration pour des raisons purement fiscales, le législateur a adopté, depuis 1965, un régime plus attrayant, le régime de faveur.
Ce régime est destiné à faciliter le regroupement des sociétés passibles de l’impôt sur les sociétés, en visant la neutralité fiscale de l’opération. En effet, ce régime a pour effet d’assimiler les fusions à une opération intercalaire laquelle n’emporte pas la cessation de l’activité mais bien la continuité de l’exploitation de la société absorbée par la société absorbante.
Aussi, en application d’une directive européenne de 1990, les pays de l’UE ont prévu un report d’imposition des plus-values générées lors du rapprochement jusqu’à la cession effective des biens ou des titres reçus en apport, c’est-à-dire la date à laquelle des liquidités auront effectivement été dégagées. Dans le cadre européen, cette question ne se pose que pour les seuls pays qui, à l’image de la France, n’exonèrent pas cette plus-value.
Cependant, cette neutralité fiscale de l’opération n’est pas toujours respectée par l'administration fiscale française. En effet, en cas d'apport partiel d'actif, l’article 210 B du CGI exige de calculer les plus-values de cession ultérieure des titres par référence à la valeur fiscale des biens apportés. Cela aboutit à une double imposition économique de la même plus-value : dans les mains de l'apporteur lors de la cession des titres et chez la société bénéficiaire de l'apport lors de la cession des actifs non amortissables apportés.

## Les critères de choix entre les deux régimes
Les sociétés, soumises à l’impôt sur les sociétés, réalisant une opération de fusion sont placées d’office sous le régime de faveur. Toutefois, les sociétés en présence peuvent volontairement renoncer au régime de faveur et se soumettre aux conséquences du régime de droit commun. En d’autres termes, cela signifie que l’on interprétera la fusion comme une dissolution de la société suivie d’un apport à une autre société.

### Opérations réalisées antérieurement au1erjanvier 2005
En se plaçant sous le régime de droit commun, les plus-values constatées lors de la dissolution ainsi que les bénéfices en sursis d’imposition, deviennent imposables. L’intérêt de l’opération résidait, avant 2005, dans l’existence chez l’absorbée d’importants déficits lesquels pourront se compenser avec les plus-values et les bénéfices en sursis d’imposition, ce qui aura pour effets de diminuer considérablement la charge fiscale.
Ceci étant, l’option pour le régime de droit commun permettait, en outre, de contourner les difficultés rencontrées quant au transfert des déficits de l’absorbée chez l’absorbante.
Le bénéfice de la renonciation au régime de faveur était donc lié exclusivement aux restrictions qui touchent les transferts de déficits de l’absorbée chez l’absorbante. Toutefois, cette dérogation au principe du régime intercalaire se conçoit facilement de la part de l’administration fiscale. En effet, le libre transfert des déficits n’étant rien d’autre que le transfert de crédit d’impôt, le risque est grand de voir se multiplier des opérations de fusion réduites à l’état de négoce de déficits.
Parallèlement à cela, les déficits fiscaux de l’absorbante continuent d’être indéfiniment reportables et ne souffrent donc d’aucune restriction. Pour certains gestionnaires et conseils d’entreprises, c’était presque de la provocation ; comment résister à une tentation si forte de modifier le sens de la fusion, en stipulant dans le projet de fusion, que la société déficitaire sera la bénéficiaire des apports de l’absorbée ? On contournait ainsi la difficulté des transferts de déficits et de l’octroi d’un agrément ministériel.
Par ailleurs, aucune prescription n’existe dans le code de commerce dans le choix du sens de la fusion. De fait, les sociétés peuvent 
choisir indifféremment quelle société sera l’absorbante ce qui permet de choisir le sens de la fusion le plus profitable.
L’administration fiscale a néanmoins précisé qu’elle se réservait la possibilité de contester le sens de parallèle avec les techniques de fusions rapides (LBO suivi d'une fusion rapide, arrêt Auriège), il paraît peu probable que l’administration fiscale, sauf cas extrême, puisse écarter tout motif économique dans un tel montage.

### Opérations réalisées à partir du1erjanvier 2005
Malgré la multitude des options fiscales que les entreprises sont amenées à exercer au cours d’une fusion, il existe une hiérarchie qui permet d’isoler les plus importants. Ces derniers concernent essentiellement le choix du régime fiscal sous lequel est placée la fusion (régime de droit commun ou de faveur) mais aussi le choix du sens de la fusion afin de contourner les obstacles liés aux contraintes ou à l’impossibilité de transmettre certains actifs (plafonnement des déficits reportables de l’absorbée, certains contrats intuitus personnae, etc.) et enfin le choix de la date d’effet de la fusion.
Ces choix fiscaux ne peuvent être pris isolément dans la mise en œuvre de l’opération de restructuration. Il est impératif de réconcilier les aspects de nature comptable qui peuvent, le cas échéant restreindre l’étendue des choix fiscaux.
Ainsi, l’avis du conseil national de la comptabilité (CNC) du 25 mars 2004 relatif au traitement comptable des fusions (voir partie suivante), a profondément modifié les opportunités de gestion fiscale en imposant les méthodes de valorisation des apports selon le sens de la fusion et la situation de contrôle entre les sociétés fusionnantes. Par voie de conséquence, les opportunités de choix dans le sens de la fusion seront de plus en plus dictées par la situation de contrôle entre les sociétés fusionnantes.